# Canada Dry
Canada Dry (API : [kanada draj]) est une marque américaine de sodas mise sur le marché par la société Keurig Dr Pepper. Canada Dry est particulièrement connu pour son ginger ale (soda au gingembre). Bien que Canada Dry soit, comme son nom l’indique, originaire du Canada, ses quartiers généraux industriels sont actuellement situés à Plano, au Texas (États-Unis).

## Historique

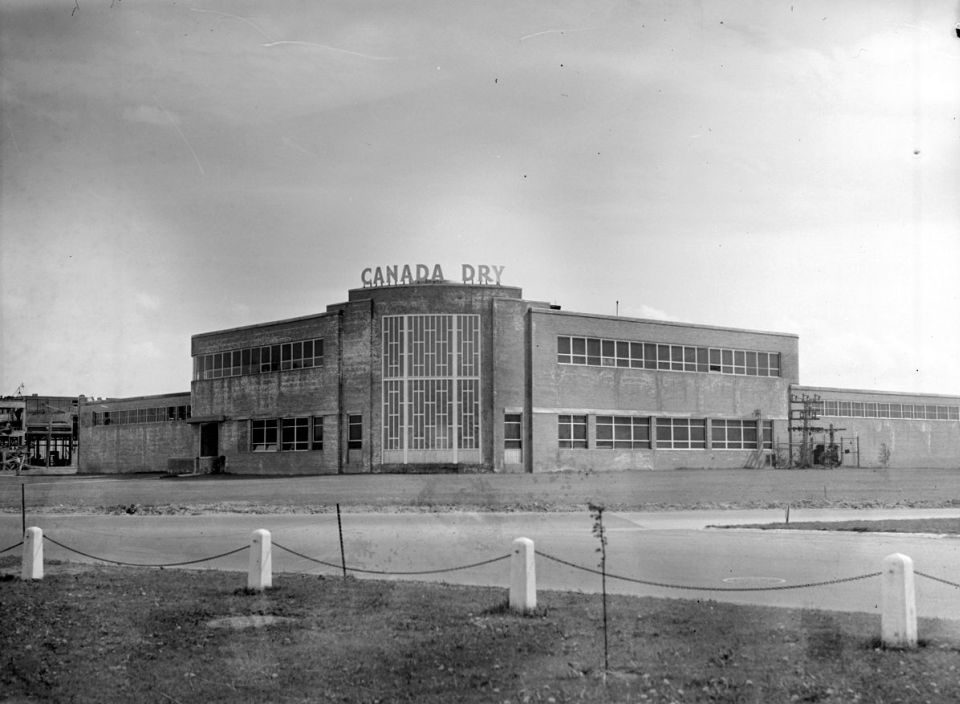
Façade de la manufacture Canada Dry Ginger Ale Ltd à Saint-Laurent (Montréal), en mai 1946.

En 1934, Canada Dry est l'une des premières marques à proposer des comic books (création récente de 1933 imaginée par Max Gaines) comme cadeau pour attirer le consommateur.
En France, où il est aujourd'hui exploité par Orangina Suntory France, le principal ginger ale commercialisé à grande échelle est celui de la marque Canada Dry, dont le nom commercial a supplanté le nom générique. 

### Slogan publicitaire et langage courant
En France, le slogan publicitaire du Canada Dry a longtemps été : « Canada Dry est doré comme l'alcool, son nom sonne comme un nom d'alcool… mais ce n'est pas de l'alcool », souvent déformé de la manière suivante : « Ça a la couleur de l’alcool, le goût de l’alcool… mais ce n’est pas de l’alcool ».
Sous l'angle rhétorique, ce procédé argumentatif, analogique a pari (par similitude) ou a comparatione (par  comparaison), constitue une forme inversée du test du canard. Le slogan a été d'une efficacité telle dans le monde francophone, qu'il a fait passer la marque dans le langage courant en français. La locution « Canada Dry » est ainsi utilisée comme adjectif pour qualifier « une chose ou une personne qui a l'apparence de ce qu'elle prétend être sans en avoir les qualités ».  Cet usage n'existe toutefois pas au Canada, le produit y étant bien connu au point que la publicité n'a jamais eu besoin d'expliquer qu'il ne s'agit pas d'alcool.